# Resolução 204 do Conselho de Segurança das Nações Unidas
A Resolução 204 do Conselho de Segurança das Nações Unidas aprovada em 19 de maio de 1965, após uma queixa do Senegal contra Portugal, o Conselho deplorou as incursões das Forças Armadas Portuguesas no território senegalês e solicitou que tomassem todas as medidas necessárias para assegurar a integridade territorial do Senegal.